# Othello (toneelstuk)

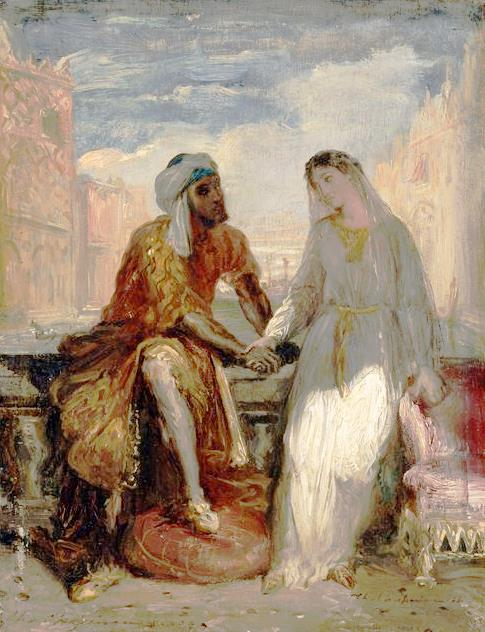
Othello en Desdemona in Venetië, door Théodore Chassériau

Othello (Engelse titel: The Tragedy of Othello, the Moor of Venice) is een tragedie van William Shakespeare, vermoedelijk uit 1603 of 1604. De belangrijkste thema's van deze tragedie zijn liefde, jaloezie, ambitie en wraak, maar bovenal hoe deze menselijke passies de val van een nobel man kunnen veroorzaken. Op een hoger niveau kan dit stuk dan ook begrepen worden als een psychomachia, een strijd om de ziel van de mens, waarbij Othello het beste deel van de ziel personifieert en Jago de lagere driften.

## Datering en eerste opvoering
Het in 1603-1604 geschreven stuk werd in 1622 op basis van een transcript van een auteursmanuscript als quarto-editie gepubliceerd. Van de tekst in de First Folio-uitgave van 1623 veronderstelt men dat hij gebaseerd is op een versie die Shakespeare zelf geredigeerd heeft.
Othello werd voor het eerst opgevoerd door the King's Men aan het hof van koning Jacobus I van Engeland op 1 november 1604. Richard Burbage (1568-1619), toen de belangrijkste acteur van het gezelschap, speelde de titelrol en bracht een vertolking die later door een anonieme bewonderaar als een van zijn beste werd beschreven. Het stuk is geschreven in de periode van Shakespeares grote tragedies, waaronder Hamlet (1600), King Lear (1604–5), Macbeth (1606) en Antony and Cleopatra (1606–7).

## Synopsis

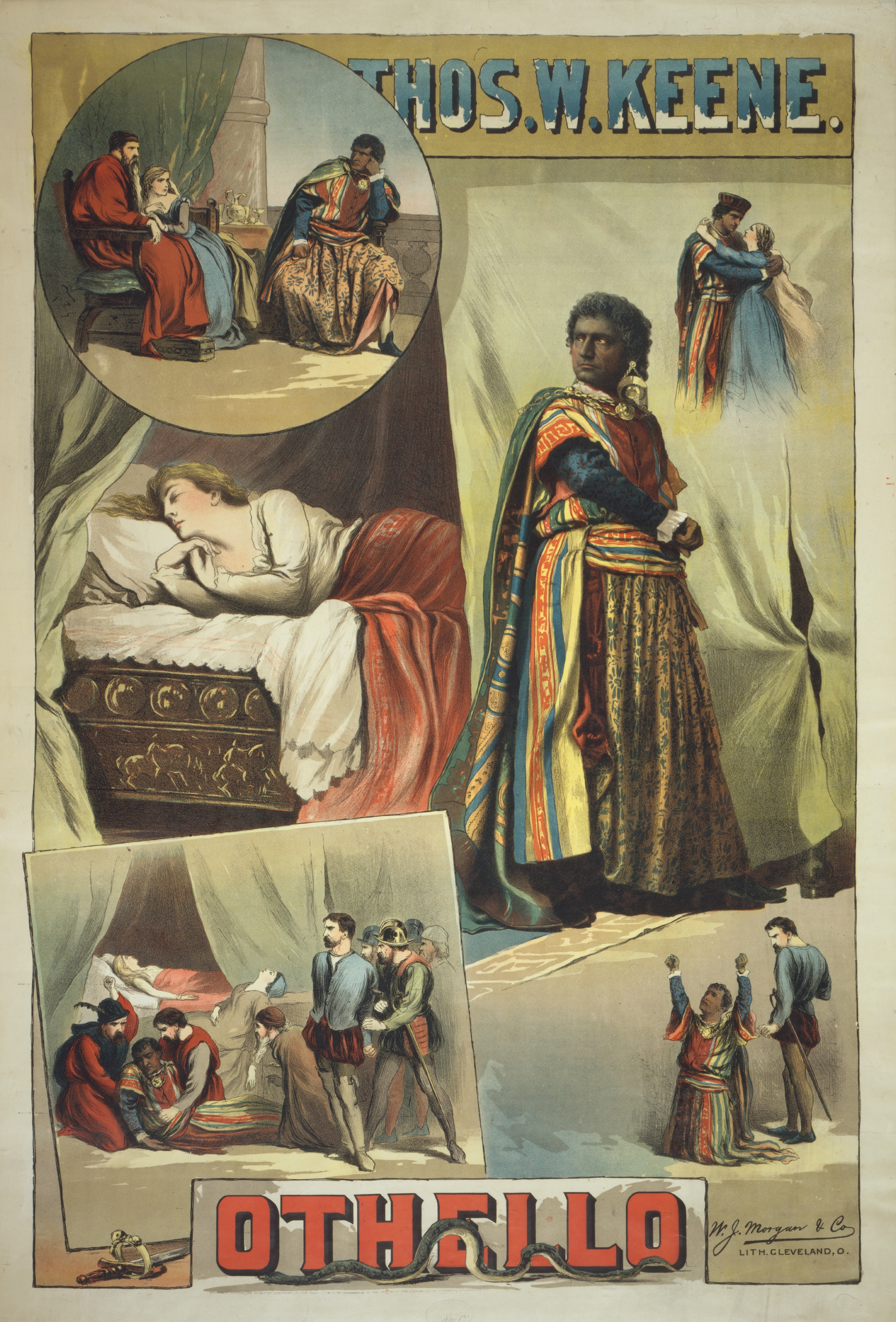
Affiche voor een toneelvoorstelling van Othello in Cleveland (1884)